# USS Thomason (DE-203)
USS Thomason (DE-203) là một tàu hộ tống khu trục lớp Buckley được Hải quân Hoa Kỳ chế tạo trong Chiến tranh Thế giới thứ hai. Tên nó được đặt theo trung sĩ Thủy quân Lục chiến Clyde A. Thomason (1914–1942), người phục vụ cùng lực lượng Biệt kích Thủy quân Lục chiến đã tử trận trong vụ đột kích đảo Makin ngày 17 tháng 8, 1942 và là binh sĩ Thủy quân Lục chiến đầu tiên được truy tặng Huân chương Danh dự trong Thế Chiến II. Nó đã phục vụ cho đến khi chiến tranh kết thúc, xuất biên chế năm 1946 và bị tháo dỡ năm 1969. Thomason được tặng thưởng ba Ngôi sao Chiến trận do thành tích phục vụ trong Thế Chiến II.

## Thiết kế và chế tạo
Những chiếc thuộc lớp tàu hộ tống khu trục Buckley có chiều dài chung 306 ft (93 m), mạn tàu rộng 37 ft 1 in (11,30 m) và độ sâu mớn nước khi đầy tải là 11 ft 3 in (3,43 m). Chúng có trọng lượng choán nước tiêu chuẩn 1.400 tấn Anh (1.400 t); và lên đến 1.740 tấn Anh (1.770 t) khi đầy tải. Hệ thống động lực bao gồm hai turbine hơi nước General Electric công suất 13.500 mã lực (10.100 kW), dẫn động hai máy phát điện công suất 9.200 kilôwatt (12.300 hp) để vận hành hai trục chân vịt;  công suất 12.000 hp (8.900 kW) cho phép đạt được tốc độ tối đa 23 kn (26 mph; 43 km/h), và có dự trữ hành trình 6.000 nmi (6.900 mi; 11.000 km) khi di chuyển ở vận tốc đường trường 12 kn (14 mph; 22 km/h).
Vũ khí trang bị bao gồm ba pháo 3 in (76 mm)/50 cal trên tháp pháo nòng đơn có thể đối hạm hoặc phòng không, một khẩu đội 1,1 inch/75 caliber bốn nòng và tám pháo phòng không Oerlikon 20 mm. Vũ khí chống ngầm bao gồm một dàn súng cối chống tàu ngầm Hedgehog Mk. 10 (có 24 nòng và mang theo 144 quả đạn); hai đường ray Mk. 9 và tám máy phóng K3 Mk. 6 để thả mìn sâu. Khác biệt đáng kể so với lớp Evarts dẫn trước là chúng có thêm ba ống phóng ngư lôi Mark 15 21 inch (533 mm). Thủy thủ đoàn đầy đủ bao gồm 186 sĩ quan và thủy thủ.
Thomason được đặt lườn tại Xưởng hải quân Charleston ở Charleston, South Carolina vào ngày 5 tháng 6, 1943. Nó được hạ thủy vào ngày 16 tháng 2, 1943; được đỡ đầu bởi cô Sara Jeanette Thomason, em gái Trung sĩ Thomason, và nhập biên chế vào ngày 10 tháng 12, 1943 dưới quyền chỉ huy của Hạm trưởng, Thiếu tá Hải quân Charles Buck Henriques.

## Lịch sử hoạt động
Sau khi hoàn tất chuyến đi chạy thử máy huấn luyện tại khu vực Bermuda, Thomason khởi hành từ Newport, Rhode Island để hộ tống một đoàn tàu vận tải đi đến Panama. Con tàu băng qua kênh đào Panama vào ngày 21 tháng 3, 1944 để chuyển sang hoạt động tại khu vực Mặt trận Thái Bình Dương, và hướng đến New Hebrides ngang qua Galapagos, quần đảo Society và Samoa trước khi đi đến Espiritu Santo vào ngày 18 tháng 4. Nó gia nhập Đệ Tam hạm đội, và ngoài nhiệm vụ tuần tra chống tàu ngầm tại eo biển Indispensable vốn phân cách các đảo Guadalcanal và Malaita, nó còn phục vụ hộ tống tàu bè tại khu vực Guadalcanal.
Vào ngày 26 tháng 5, Thomason đi đến mũi Cretin về phía Nam Finschhafen để gia nhập Đệ Thất hạm đội, và tham gia các chiến dịch đổ bộ dọc theo bờ biển New Guinea. Vào ngày 3 tháng 6, nó khởi hành đi Wakde, nơi nó hỗ trợ các đơn vị Lục quân đánh trả các cuộc không kích của đối phương vào ngày 13 tháng 6. Sáu ngày sau, nó đón một sĩ quan trinh sát pháo binh của bô binh lên tàu đề cùng phối hợp bắn phá các cứ điểm và một sân bay của đối phương tại Sarmi. Nó tiếp tục hoạt động tại khu vực Wakde cho đến ngày 7 tháng 8, khi nó chuyển căn cứ hoạt động đến Noemfoor thuộc quần đảo Schouten. Con tàu quay trở về Espiritu Santo để đại tu vào đầu tháng 9.
Ra khơi vào ngày 4 tháng 10 để gặp gỡ hai tàu chở đạn dược, Thomason hộ tống chúng đi đến Palau, và ở lại khu vực Kossol Passage trong một tháng để phục vụ trong vai trò tàu kiểm soát cảng. Quay trở lại Hollandia, nó lên đường vào ngày 6 tháng 11 để đi đến vịnh Maffin, và hai ngày sau đó đã cùng tàu chị em Neuendorf (DE-200) bắn phá Sarmi cùng các mục tiêu dọc trên đường đi. Họ đã phá hủy những kho tiếp liệu và công trình đối phương dưới sự giúp đỡ của máy bay trinh sát Lục quân.
Lên đường hướng đến Philippines vào ngày 9 tháng 11, Thomason hộ tống một đoàn tàu lớn bao gồm các tàu vận chuyển và tàu đổ bộ, đi đến vịnh Leyte vào ngày 15 tháng 11; nó khởi hành ngay trong ngày cùng một đoàn tàu vận tải hướng đến Hollandia. Sau đó nó thực hành huấn luyện chống tàu ngầm và phòng không tại khu vực Mios Woendi, rồi thực tập đổ bộ cùng các tàu vận chuyển tấn công tại Aitape, vốn được tập trung để chuẩn bị cho cuộc đổ bộ lên vịnh Lingayen, Philippines.
Khởi hành vào ngày 28 tháng 12 để hướng sang Luzon, Thomason nằm trong thành phần Đội đặc nhiệm 78.1, là Lực lượng Tấn công San Fabian. Trên đường đi nó được cho tách ra để hộ tống hai tàu chở dầu có nhiệm vụ tiếp nhiên liệu cho các tàu hộ tống thuộc Lực lượng Đặc nhiệm 79, vốn cũng đang trên đường hướng sang vịnh Lingayen.
Từ ngày 7 tháng 1, 1945, Thomason bắt đầu tuần tra chống tàu ngầm tại khu vực vịnh Mangarin ngoài khơi Mindoro. Một tháng sau, nó cùng Neuendorf tiếp tục hoạt động tuần tra chống tàu ngầm ngoài khơi bờ biển phía Tây Luzon. Lúc 22 giờ 22 phút ngày 7 tháng 2, radar SL dò tìm mặt biển của Thomason bắt được một tín hiệu nghi ngờ ở khoảng cách 14 nmi (26 km), ban đầu được cho là một tàu nhỏ. Khi chiếc tàu khu trục rút ngắn khoảng cách và truy vấn nhận dạng đối tượng bằng tín hiệu đèn, mục tiêu biến mất trên màn hình radar; tuy nhiên ngay sau đó nó dò được tín hiệu sonar một mục tiêu ngầm dưới nước. Thomason di chuyển để tấn công bằng súng cối chống tàu ngầm Hedgehog, nhưng nó không khai hỏa do di chuyển quá nhanh. Nó quay trở lại và bắn một loạt cối Hedgehog; trong cả hai lượt di chuyển, quan sát viên nhìn thấy một vật thể lớn ngầm dưới nước và di chuyển ở độ sâu khoảng 25–50 ft (7,6–15,2 m). Sau loạt cối Hedgehog, có từ bốn đến sáu vụ nổ ngầm dưới nước xảy ra hầu như đồng thời, và không còn tín hiệu sonar; đồng thời một mảng dầu loang lớn đường kính lên đến 250 yd (230 m) trồi lên mặt biển. Cho đến sáng sớm hôm sau, cả hai chiếc tàu hộ tống khu trục tiếp tục truy tìm tại khu vực và mở rộng sang vùng lân cận, nhưng không phát hiện được gì thêm. Tài liệu thu được sau chiến tranh xác nhận tàu ngầm Nhật Bản RO-55 đã bị đánh chìm tại độ sâu 800 sải (1.500 m).
Thomason quay trở lại khu vực vịnh Mangarin để tiếp nối nhiệm vụ tuần tra chống tàu ngầm. Vào ngày 24 tháng 2, nó giải cứu bốn thành viên thuộc đội bay một máy bay ném bom B-24 Liberator bị cháy và rơi trên biển. Từ tháng 3 đến tháng 8, nó tiếp tục đảm nhiệm việc tuần tra chống tàu ngầm và hộ tống vận tải giữa các cảng tại Philippines Palau và Hollandia. Sau khi Nhật Bản chấp nhận đầu hàng vào ngày 15 tháng 8 giúp kết thúc cuộc xung đột, nó hộ tống hai đoàn tàu vận tải đi từ Luzon sang Okinawa trong tháng 9. Nó khởi hành từ vịnh Subic vào ngày 4 tháng 10 để quay trở về Hoa Kỳ, về đến San Francisco, California vào ngày 27 tháng 10.
Sau khi đi đến San Diego để đại tu và chuẩn bị ngừng hoạt động, Thomason được cho xuất biên chế vào ngày 22 tháng 5, 1946 và được đưa về Hạm đội Dự bị Thái Bình Dương; con tàu không bao giờ được đưa ra hoạt động trở lại. Tên nó được cho rút khỏi danh sách Đăng bạ Hải quân vào ngày 30 tháng 6, 1968, và con tàu được bán cho hãng National Metal & Steel Corp. tại Terminal Island, Long Beach, California vào ngày 30 tháng 6, 1969 để tháo dỡ.

## Phần thưởng
Thomason được tặng thưởng ba Ngôi sao Chiến trận do thành tích phục vụ trong Thế Chiến II.
|                                         |  |  |
| Bronze star · Bronze star · Bronze star |  |  |

| Dãi băng Hoạt động Tác chiến (truy tặng)                                | Dãi băng Hoạt động Tác chiến (truy tặng) | Huân chương Chiến dịch Hoa Kỳ        | Huân chương Chiến dịch Hoa Kỳ                  |
| Huân chương Chiến dịch Châu Á-Thái Bình Dương với 3 Ngôi sao Chiến trận | Huân chương Chiến thắng Thế Chiến II     | Huân chương Chiến thắng Thế Chiến II | Huân chương Giải phóng Philippine (Philippine) |